# Traité de l'Oregon
Pour les articles homonymes, voir Oregon (homonymie).

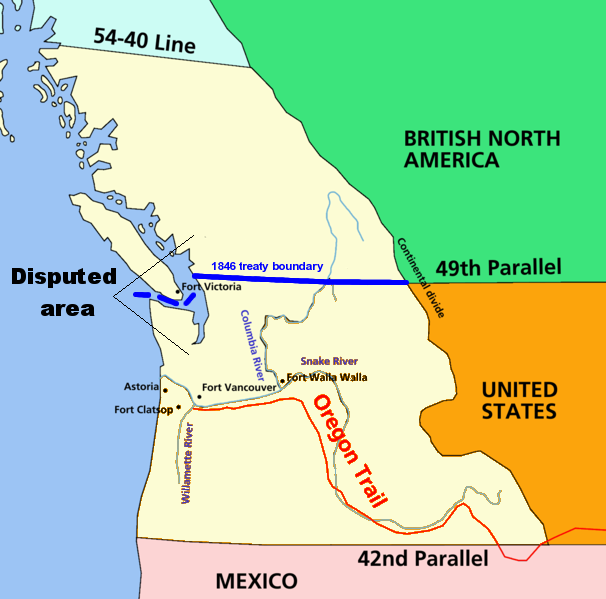
Le différend américano-britannique sur la région de l'Oregon.
Le tracé de la piste de l'Oregon est inscrite en rouge, celui de la frontière en bleu

Le traité de l'Oregon a été signé le 15 juin 1846 à Washington par  les États-Unis et le Royaume-Uni, qui gouvernait alors le Canada, qui constituait ce qui restait de l’Amérique du Nord britannique. Il définit le tracé de la frontière canado-américaine à l'ouest des montagnes Rocheuses dans ce qui était l'Oregon Country.

## Historique
Auparavant, le Royaume-Uni revendiquant la souveraineté sur la totalité de la région jusqu'à sa frontière sud avec la Nouvelle-Espagne et notamment la province de Alta California, dont le tracé avait été fixée au 42e parallèle nord par le traité d'Adams-Onís, signé en 1819 entre l'Espagne et les États-Unis. La Nouvelle-Espagne prendra son indépendance deux ans plus tard en 1821 et sera renommée au Mexique.
Cependant, les Américains avaient les mêmes ambitions territoriales que les Britanniques et revendiquaient également leur souveraineté sur la quasi-totalité du territoire jusqu'au 54°40’ nord, à la limite de l'Alaska, alors possession de l'Empire russe.
Le compromis est finalement trouvé en scindant la région en deux, prolongeant ainsi le tracé du 49e parallèle nord, qui avait été utilisé lors la convention de 1818 entre les deux pays pour établir une partie de leur frontière commune à l'est des montagnes Rocheuses.
Néanmoins la totalité de l'île de Vancouver était laissée aux Britanniques. Autre particularité, l'enclave américaine de Point Roberts, au sud du 49e parallèle, est entourée d'eau hormis sur sa frontière terrestre avec le Canada.
Ce traité permettra aux Américains et aux Britanniques d'organiser administrativement les territoires qui leur ont été concédés : du côté des États-Unis, le territoire de l'Oregon fut créé en 1848, et du côté du Canada, la Colombie-Britannique fut érigée en colonie en 1849.